# Elimination Chamber (2012)
Elimination Chamber (2012) — третье по счёту шоу Elimination Chamber, PPV-шоу производства американского рестлинг-промоушна WWE. Шоу прошло 19 февраля в «Брэдли-центре» в Милуоки, Висконсин, США.

## Производство

### Предыстория
Elimination Chamber — это шоу, впервые проведенное американским промоушеном WWE в 2010 году. С тех пор оно проводится каждый год, за исключением 2016 года, обычно в феврале. Концепция мероприятия заключается в том, что внутри структуры Elimination Chamber (рус. Ликвидационная камера) проводятся один или два матча, в которых на кону стоят либо чемпионские титулы, либо будущие шансы на чемпионство.
В 2011 году и с 2013 года в Германии это шоу называлось как No Escape, поскольку было высказано опасение, что название «Ликвидационная камера» может напомнить людям о газовых камерах, использовавшихся во время Холокоста.

## Результаты
| #                                | Поединок                                                                                        | Тип поединка                                                        | Время |
| -------------------------------- | ----------------------------------------------------------------------------------------------- | ------------------------------------------------------------------- | ----- |
| Dark                             | Унико победил Алекса Райли                                                                      | Одиночный поединок                                                  | 03:21 |
| 1                                | СМ Панк (c) победил Дольфа Зигглера, Миза, R-Truth, Кофи Кингстона и Криса Джерико              | Поединок в клетке уничтожения за титул чемпиона WWE                 | 32:38 |
| 2                                | Бет Феникс (c) победила Тамину Снуку                                                            | Одиночный поединок за титул чемпионки Див                           | 07:19 |
| 3                                | Дэниел Брайан (c) победил Уэйда Барретта, Коди Роудса, Биг Шоу, Великого Кали и Сантино Мареллу | Поединок в клетке уничтожения за титул чемпиона мира в тяжелом весе | 34:04 |
| 4                                | Джек Сваггер (c) (с Вики Герреро) победил Джастина Гэбриела (с Хорнсвогглом)                    | Одиночный поединок за титул чемпиона США WWE                        | 03:02 |
| 5                                | Джон Сина победил Кейна                                                                         | Одиночный поединок по правилам засунь противника в скорую помощь    | 21:21 |
| (c) – чемпион на момент поединка |                                                                                                 |                                                                     |       |

### Клетка уничтожения отRaw
| # вылета   | Рестлер       | # выхода | Уничтожил    | Как уничтожен    | Время |
| ---------- | ------------- | -------- | ------------ | ---------------- | ----- |
| 1          | R-Truth       | 4        | СМ Панк      | Elbow Drop       | 12:02 |
| 2          | Дольф Зигглер | 3        | Крис Джерико | Codebreaker      | 22:31 |
| 3          | Кофи Кингстон | 2        | Крис Джерико | Walls of Jericho | 26:32 |
| 4          | Крис Джерико  | 6        | N/A          | KO               | 28:10 |
| 5          | Миз           | 5        | СМ Панк      | G.T.S            | 32:39 |
| Победитель | СМ Панк       | 1        | …            | …                | …     |

### Клетка уничтожения отSmackDown!
| # вылета   | Рестлер         | # выхода | Уничтожил       | Как уничтожен                          | Время |
| ---------- | --------------- | -------- | --------------- | -------------------------------------- | ----- |
| 1          | Великий Кали    | 5        | Биг Шоу         | Spear                                  | 19:25 |
| 2          | Биг Шоу         | 1        | Коди Роудс      | DDT от Роудса и elbow drop от Барретта | 24:18 |
| 3          | Коди Роудс      | 3        | Сантино Марелла | Roll-up                                | 25:00 |
| 4          | Уэйд Барретт    | 2        | Сантино Марелла | Headbutt от Брайана                    | 30:37 |
| 5          | Сантино Марелла | 4        | Дэниел Брайан   | LeBell Lock                            | 34:04 |
| Победитель | Дэниел Брайан   | 6        | …               | …                                      | …     |